# Soranergletsjer
De Soranergletsjer (Deens: Soranerbræen) is een gletsjer in Nationaal park Noordoost-Groenland in het oosten van Groenland. 
De gletsjer is vernoemd naar een student (soraner) van de Sorø Academie.

## Geografie
De gletsjer is zuidwest-noordoost georiënteerd en heeft een lengte van meer dan 50 kilometer. Ze mondt in het noordoosten uit in de Inderbredningen. Een zijtak buigt naar het zuiden af en mondt uit in het Besselfjord.
Ten noorden van de gletsjer ligt het Rechnitzerland, ten oosten het Ad. S. Jensenland en in het zuidoosten het Koningin Margrethe II-land.
De gletsjer takt in het zuidwesten af van de L. Bistrupgletsjer die in meer noordelijke koers aanhoudt. Op ongeveer 20 kilometer naar het zuidoosten ligt de Ejnar Mikkelsengletsjer en op ongeveer vijftien kilometer naar het zuiden ligt de Stormgletsjer.